# Lumina, Constanța
Lumina (în germană Kodschalie, în turcă Kocaali, în trecut Cogealia, Kogea-Ali, Valea Neagră) este satul de reședință al comunei cu același nume din județul Constanța, Dobrogea, România. La recensământul din 2002 avea o populație de 6225 locuitori. Până în anul 1965 s-a numit Valea Neagră. Această așezare a luat ființă în anul 1650, iar din punct de vedere administrativ din anul 1880.

## Istoric
În perioada 1873–1883 localitatea a fost populată cu coloniști de origine germană, cunoscuți ca germani dobrogeni. În 1923 se aflau în localitate 317 persoane de origine germană. La 1940 au părăsit așezarea 698 de germani, fiind strămutați în Germania Nazistă, sub politica Heim ins Reich⁠(d) (Acasă în Reich), în sat rămânând numai 11.
După înființarea ca sat – din anul 1880 până în anul 1908- satul Lumina a aparținut de comuna Sibioara, fostă Cicîrciu. Din anul 1908 și până în anul 1925 satul Lumina a aparținut de comuna Ovidiu , iar de la 1 ianuarie 1926 s-a desprins de comuna Ovidiu, formând unitate administrativ- teritorială de sine stătătoare, la care s-a alipit satul Mamaia și Năvodari, denumit atunci Cara-Coiun (oaia neagră). Satul Lumina a cunoscut o dezvoltare deosebită din punct de vedere economic, ponderea cea mai mare deținând-o cetățenii germani a căror ocupație principală era agricultura. Vechea denumire de Cogealia vine de la șeful tribului tătar Cogea-Ali (Ali cel Mare). Denumirea de Cogealia s-a păstrat de la înființare și până în anul 1929 când a primit denumirea de Valea Neagră, denumire pe care a purtat-o până în anul 1965 când în conformitate cu decretul 799/1964 a primit denumirea de Lumina. Din anul 1968 până în anul 1989 a aparținut de comuna Ovidiu, iar în 1989 s-a desprins de comuna Ovidiu, împreună cu satele Sibioara și Oituz, formând comuna Lumina, a cărei reședință a devenit.